# Paropomala
Paropomala es un género de saltamontes perteneciente a la subfamilia Gomphocerinae de la familia Acrididae. Este género se distribuye en Estados Unidos y México.

## Especies

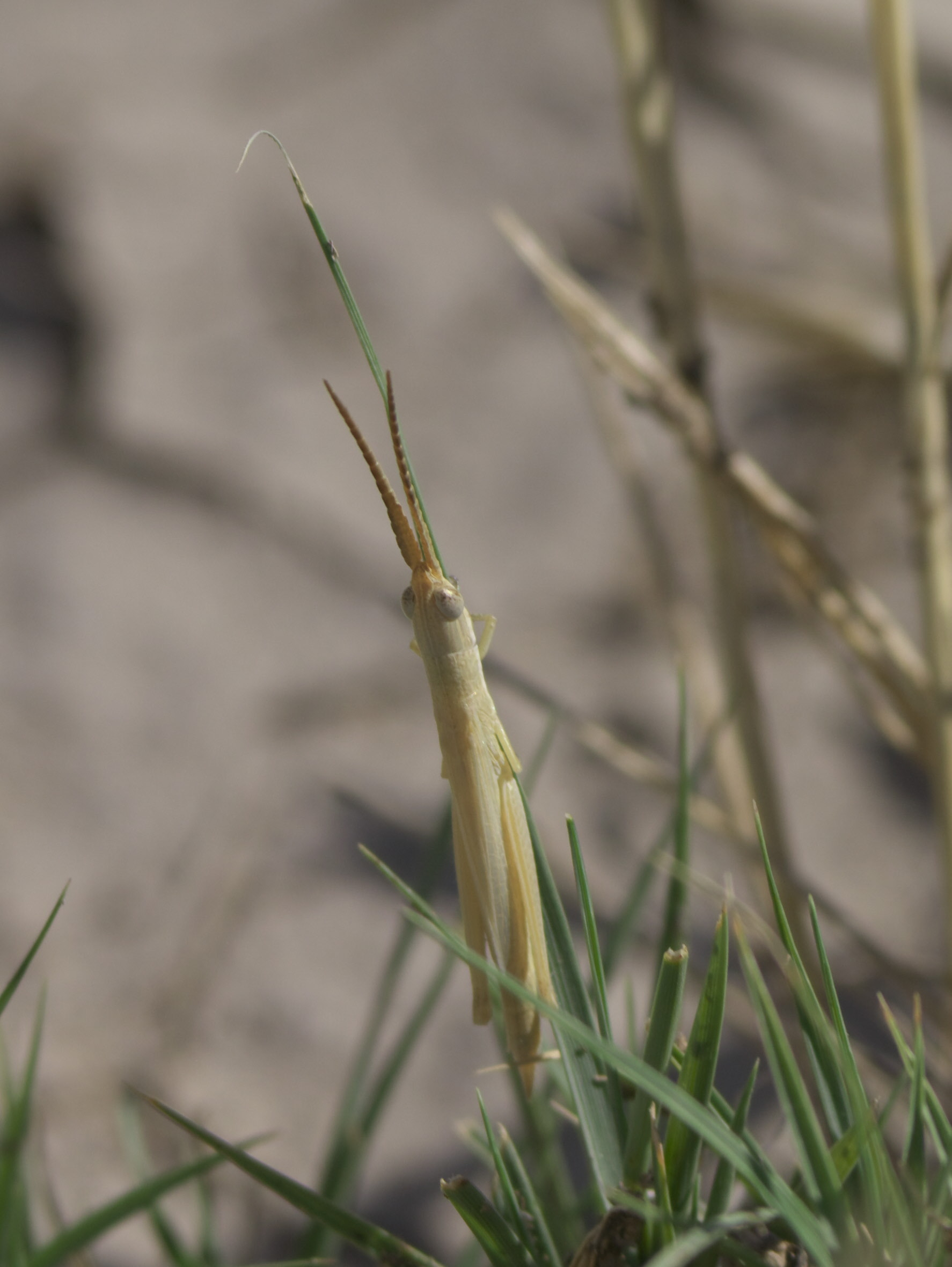
Paropomala wyomingensis

Las siguientes especies pertenecen al género Paropomala:
- Paropomala pallida Bruner, 1904
- Paropomala virgata Scudder, 1899
- Paropomala wyomingensis (Thomas, 1871)